# Neuvy-au-Houlme
Neuvy-au-Houlme è un comune francese di 245 abitanti situato nel dipartimento dell'Orne nella regione della Normandia.

## Società

### Evoluzione demografica
Abitanti censiti